# Tero Seppälä
Tero Seppälä (Järvenpää, 25 gennaio 1996) è un biatleta finlandese.

## Biografia
Ha esordito in Coppa del Mondo il 20 gennaio 2017 ad Anterselva (92º nell'individuale), ai campionati mondiali a Hochfilzen 2017 (71º nella sprint, 79º nell'individuale e 19º nella staffetta) e ai Giochi olimpici invernali a Pyeongchang 2018 (20º nella sprint, 25º nell'inseguimento, 76º nell'individuale, 21º nella partenza in linea e 6º nella staffetta mista).
Ai mondiali di Östersund 2019, si è piazzato 35º nella sprint, 28º nell'inseguimento, 31º nell'individuale, 17º nella staffetta, 10º nella staffetta mista e 12º nella staffetta singola mista; l'anno dopo ai mondiali di Anterselva 2020 si è posizionato 52º nella sprint, 47º nell'inseguimento, 87º nell'individuale, 26º nella staffetta, 9º nella staffetta mista e 23º nella staffetta singola mista; mentre alla rassegna iridata di Pokljuka 2021 è giunto 28º nella sprint, 32º nell'inseguimento, 37º nell'individuale, 19º nella staffetta e 13º nella staffetta mista. Ai XXIV Giochi olimpici invernali di Pechino 2022 si è classificato 25º nella sprint, 21º nell'inseguimento, 23º nell'individuale, 9º nella partenza in linea, 17º nella staffetta e 11º nella staffetta mista; ai Mondiali di Oberhof 2023 si è classificato 47º nella sprint, 24º nell'inseguimento, 10º nella partenza in linea, 18º nell'individuale e 10º nella staffetta e a quelli di Nové Město na Moravě 2024 si è piazzato 31º nella sprint, 49º nell'inseguimento, 36º nell'individuale e 8º nella staffetta. Il 12 gennaio 2025 ha ottenuto la prima vittoria (nonché primo podio) in Coppa del mondo nella staffetta mista individuale di Oberhof, in coppia con Suvi Minkkinen, e ai successivi Mondiali di Lenzerheide 2025 si è classificato 22º nella sprint, 24º nell'inseguimento, 31º nell'individuale, 9º nella partenza in linea, 10º nella staffetta, 9º nella staffetta mista e 10º nella staffetta mista individuale.

## Palmarès

### Coppa del Mondo
- Miglior piazzamento in classifica generale: 12ª nel 2022
- 2 podi (a squadre):
  - 1 vittoria
  - 1 terzo posto

#### Coppa del Mondo - vittorie
| Data            | Località | Paese    | Specialità               |
| --------------- | -------- | -------- | ------------------------ |
| 12 gennaio 2025 | Oberhof  | Germania | SMX (con Suvi Minkkinen) |

Legenda:

SMX = staffetta mista individuale